# Protoribates duoseta
Protoribates duoseta är en kvalsterart som först beskrevs av Hammer 1979.  Protoribates duoseta ingår i släktet Protoribates och familjen Protoribatidae. Inga underarter finns listade i Catalogue of Life.